# Greedy (песня Тейт Макрей)
«Greedy» (стилизовано под строчные буквы) — песня канадской певицы Тейт Макрей, вышедшая 15 сентября 2023 года на лейбле RCA Records в качестве лид-сингла с её готовящегося к выпуску второго студийного альбома Think Later. Песня была написана Макрей совместно с Эми Аллен, Джаспером Харрисом и вокалистом группы OneRepublic Райаном Теддером; продюсированием занимались двое последних, а также Грант Бутин. Песня «Greedy» стала самой коммерчески успешной на сегодняшний день, набрав более 300 млн прослушиваний на Spotify и заняв 3-е место в американском чарте Billboard Hot 100, став первой песней, вошедшей в первую десятку чарта. «Greedy» достигла первого места в нескольких странах, включая Австрию, Данию, Нидерланды и Норвегию, а также в Billboard Global 200 и Canadian Hot 100. Лирически Макрей описывает песню как «оду женской силе».
Песня выиграла премию JunoAward в категории «Juno Award for Single of the Year» в 2024 году.

## История
В декабре 2022 года Макрей впервые рассказала о своей «новой эре» в музыке, заявив, что она «в зоне» для музыки и определилась с тем, кем она хочет быть и что делать дальше. Песня «Greedy» означает для Макрей «новую главу» в музыке. В ней отражена встреча с парнем в баре, который сказал, что она показалась ему загадочной. Поразмыслив, Макрей согласилась с его мнением, отметив, что для того, чтобы открыться, ей «требуется очень многое». Впоследствии она написала песню «Greedy» о «чувстве полной уверенности». Она охарактеризовала результат как «классную песню о женской силе», которая ей понравилась. Макрей отметила, что в этой песне люди впервые увидели «более задорную и игривую сторону» её личности, что было так «неожиданно» .
Впервые песня была представлена на TikTok 4 августа 2023 года самой Макрей, после чего она получила широкое распространение на платформе, где было представлено более 200 000 видеороликов с различными звуками. Кайл Денис из Billboard выразил мнение, что песня является «успешным примером согласованного плана продвижения на TikTok», поскольку к успеху её привели фрагменты, постоянно тиражируемые Макрей, а не случайная тенденция.

## Музыкальное видео
Сопровождающий клип был выпущен 15 сентября, его режиссёром выступила Аэрин Морено. Клип снят на пустой хоккейной арене и был признан не похожим на всё, что Макрей выпускала ранее. Хореографом танцевальных сцен с участием других танцоров выступил Шон Бэнкхед. Автор Rolling Stone Томаш Миер отметил, что, демонстрируя любовь к хоккею, певица отразила своё канадское наследие.

## Коммерческий успех
Песня возглавила чарты в Австрии, Дании, Нидерландах, Норвегии. Она также вошла в первую десятку в Австралии, Бельгии, Канаде, Чехии, Финляндии, Франции, Германии, Венгрии, Исландии, Ирландии, Латвии, Литве, Люксембурге, Малайзии, Новой Зеландии, Польше, Сингапуре, Словакии, Швеции, Швейцарии и Великобритании, в первую десятку в США и в топ-50 в Бразилии и Италии.
25 ноября песня возглавила хит-парад Billboard Global 200, и Макрей стала пятым канадцем (и первой канадской женщиной) среди его лидеров — после Дрейка (четыре № 1), Джастина Бибера (два чарттоппера), Daniel Caesar (1) и The Weeknd (1). В чарте Global Excl. U.S. песня поднялась на второе место.

## Награды и номинации
| Организация                     | Год  | Категория                               | Результат | Ссылка |
| ------------------------------- | ---- | --------------------------------------- | --------- | ------ |
| Billboard Music Awards          | 2024 | Top Radio Song                          | Номинация | [ 14 ] |
| Billboard Music Awards          | 2024 | Top Billboard Global 200 Song           | Номинация | [ 14 ] |
| Billboard Music Awards          | 2024 | Top Billboard Global (Exclu. U.S.) Song | Номинация | [ 14 ] |
| Brit Awards                     | 2024 | International Song of the Year          | Номинация | [ 15 ] |
| Global Awards                   | 2024 | Best Song                               | Номинация | [ 16 ] |
| iHeartRadio Music Awards        | 2024 | Best Lyrics                             | Номинация | [ 17 ] |
| Juno Award                      | 2024 | Single of the Year                      | Победа    | [ 4 ]  |
| MTV Video Music Awards          | 2024 | Best Choreography                       | Номинация | [ 18 ] |
| Nickelodeon Kids' Choice Awards | 2024 | Favorite Viral Song                     | Номинация | [ 19 ] |
| People's Choice Awards          | 2024 | Song of the Year                        | Номинация | [ 20 ] |

## Чарты
| Чарт (2023—2024)                       | Высшая позиция |
| -------------------------------------- | -------------- |
| Австралия (ARIA)                       | 2              |
| Австрия (Ö3 Austria Top 40)            | 1              |
| Бельгия/Фландрия (Ultratop 50)         | 3              |
| Бельгия/Валлония (Ultratop 50)         | 2              |
| Канада (Billboard Canadian Hot 100)    | 1              |
| Канада (Billboard AC)                  | 11             |
| Канада (Billboard CHR/Top 40)          | 1              |
| Канада (Billboard Hot AC)              | 1              |
| СНГ (TopHit Airplay)                   | 1              |
| Чехия (Singles Digitál Top 100)        | 3              |
| Финляндия (Suomen virallinen lista)    | 11             |
| Германия (GfK)                         | 2              |
| Мир (Billboard Global 200) ·           | 1              |
| Венгрия (Rádiós Top 40)                | 1              |
| Венгрия (Single Top 40)                | 7              |
| Ирландия (IRMA)                        | 2              |
| Нидерланды (Dutch Top 40)              | 1              |
| Нидерланды (Single Top 100)            | 1              |
| Новая Зеландия (Recorded Music NZ)     | 2              |
| Норвегия (VG-lista)                    | 1              |
| Португалия (AFP)                       | 3              |
| Россия (Airplay, TopHit)               | 1              |
| Сингапур (RIAS)                        | 1              |
| Словакия (Rádio — Top 100)             | 8              |
| Словакия (Singles Digitál Top 100)     | 2              |
| Швеция (Sverigetopplistan)             | 6              |
| Швейцария (Schweizer Hitparade)        | 1              |
| Великобритания (OCC UK Singles)        | 3              |
| США (Billboard Hot 100) ·              | 3              |
| США (Billboard Adult Contemporary)     | 17             |
| США (Billboard Adult Pop Airplay)      | 1              |
| США (Billboard Dance/Mix Show Airplay) | 6              |
| США (Billboard Pop Airplay)            | 1              |
| США (Billboard Radio Songs)            | 3              |

| Чарт (2023)                       | Позиция |
| --------------------------------- | ------- |
| Australia (ARIA)                  | 49      |
| Austria (Ö3 Austria Top 40)       | 36      |
| Belgium (Ultratop Flanders)       | 71      |
| Belgium (Ultratop Wallonia)       | 74      |
| CIS Airplay (TopHit)              | 94      |
| Denmark (Tracklisten)             | 55      |
| Estonia Airplay (TopHit)          | 75      |
| France (SNEP)                     | 117     |
| Germany (GfK)                     | 53      |
| Hungary (Single Top 40)           | 19      |
| Lithuania Airplay (TopHit)        | 32      |
| Netherlands (Dutch Top 40)        | 23      |
| Netherlands (Single Top 100)      | 34      |
| Poland (Polish Airplay Top 100)   | 77      |
| Poland (Polish Streaming Top 100) | 74      |
| Romania Airplay (TopHit)          | 68      |
| Switzerland (Schweizer Hitparade) | 33      |
| UK Singles (OCC)                  | 74      |

| Чарт (2024)                           | Позиция |
| ------------------------------------- | ------- |
| Australia (ARIA)                      | 16      |
| Austria (Ö3 Austria Top 40)           | 27      |
| Belarus Airplay (TopHit)              | 11      |
| Belgium (Ultratop 50 Flanders)        | 18      |
| Belgium (Ultratop 50 Wallonia)        | 23      |
| Canada (Canadian Hot 100)             | 7       |
| CIS Airplay (TopHit)                  | 11      |
| Denmark (Tracklisten)                 | 30      |
| Estonia Airplay (TopHit)              | 32      |
| France (SNEP) Remixes                 | 53      |
| Germany (GfK)                         | 11      |
| Global 200 (Billboard)                | 5       |
| Hungary (Rádiós Top 40)               | 66      |
| Hungary (Single Top 40)               | 79      |
| Iceland (Tónlistinn)                  | 14      |
| Kazakhstan Airplay (TopHit)           | 55      |
| Netherlands (Dutch Top 40)            | 54      |
| Netherlands (Single Top 100)          | 34      |
| New Zealand (Recorded Music NZ)       | 21      |
| Philippines (Philippines Hot 100)     | 96      |
| Poland (Polish Airplay Top 100)       | 78      |
| Poland (Polish Streaming Top 100)     | 50      |
| Russia Airplay (TopHit)               | 60      |
| Switzerland (Schweizer Hitparade)     | 17      |
| UK Singles (OCC)                      | 18      |
| US Billboard Hot 100                  | 13      |
| US Adult Contemporary (Billboard)     | 35      |
| US Adult Top 40 (Billboard)           | 5       |
| US Dance/Mix Show Airplay (Billboard) | 7       |
| US Pop Airplay (Billboard)            | 1       |

## Сертификации
| Регион | Сертификация     | Продажи    |
| --- | ---------------- | ---------- |
| Австралия (ARIA) | 6× Платиновый    | 420 000    |
| Австрия (IFPI Austria) | Платиновый       | 30 000     |
| Бельгия (BEA) | 2× Платиновый    | 80 000     |
| Бразилия (ABPD) | 3× Бриллиантовый | 480 000    |
| Канада (Music Canada) | 6× Платиновый    | 480 000    |
| Дания (IFPI Danmark) | 2× Платиновый    | 180 000    |
| Франция (SNEP) | Бриллиантовый    | 333 333    |
| Германия (BVMI) | Платиновый       | 600 000    |
| Венгрия (Mahasz) | 4× Платиновый    | 16 000     |
| Италия (FIMI) | Платиновый       | 100 000    |
| Новая Зеландия (RMNZ) | 3× Платиновый    | 90 000     |
| Польша (ZPAV) | 3× Платиновый    | 150 000    |
| Португалия (AFP) | 3× Платиновый    | 30 000     |
| Испания (PROMUSICAE) | Платиновый       | 60 000     |
| Швейцария (IFPI Switzerland) | Платиновый       | 30 000     |
| Великобритания (BPI) | 2× Платиновый    | 1 200 000  |
| США (RIAA) | 3× Платиновый    | 3 000 000  |
| Стриминг |                  |            |
| Греция (IFPI Greece) | 3× Платиновый    | 6 000 000  |
| Швеция (GLF) | Платиновый       | 12 000 000 |
| Данные о продажах + прослушиваниях приведены только на основе сертификации. · Данные только о прослушиваниях приведены на основе сертификации. |                  |            |